# News From Nowhere
News from Nowhere es un álbum de estudio del dúo australiano Air Supply publicado en 1995. El sencillo "Someone" alcanzó la posición #60 en las listas de éxitos estadounidenses.

## Lista de canciones
1. "Someone" (Guy Allison, Graham Russell) - 5:12
2. "Just Between the Lines" (Graham Russell, Rex Goh) - 4:03
3. "Heart of the Rose" (Graham Russell) - 5:36
4. "Unchained Melody" (Alex North, Hy Zaret) - 3:43
5. "Feel for Your Love" (Graham Russell, Billy Sherwood, Marty Walsh) - 5:21
6. "News from Nowhere" (Graham Russell) - 6:10
7. "Always" (Guy Allison, Graham Russell, Michael Sherwood) - 4:12
8. "Can't Stop the Rain" (Guy Allison, Graham Russell) - 4:17
9. "Primitive Man" (Guy Allison, Graham Russell) - 5:04
10. "Spirit of Love" (Graham Russell, Benny Andersson, Björn Ulvaeus, Billy Sherwood) - 4:30
11. "The Way I Feel" (Guy Allison, Graham Russell) - 4:39
12. "I Know You Better Than You Think" (Graham Russell, Johann Sebastian Bach) - 4:02